# Baixo Alentejo
Baixo Alentejo és una subregió estadística portuguesa, part de la Regió Alentejo, i del Districte de Beja. Limita al nord amb Alentejo Central, a l'est amb Andalusia, al sud amb l'Algarve i a l'oest amb Alentejo Litoral. Àrea: 8505 km². Població (2001): 135 105. Comprèn 13 concelhos: Aljustrel, Almodôvar, Alvito, Barrancos, Beja, Castro Verde, Cuba, Ferreira do Alentejo, Mértola, Moura, Ourique, Serpa i Vidigueira.

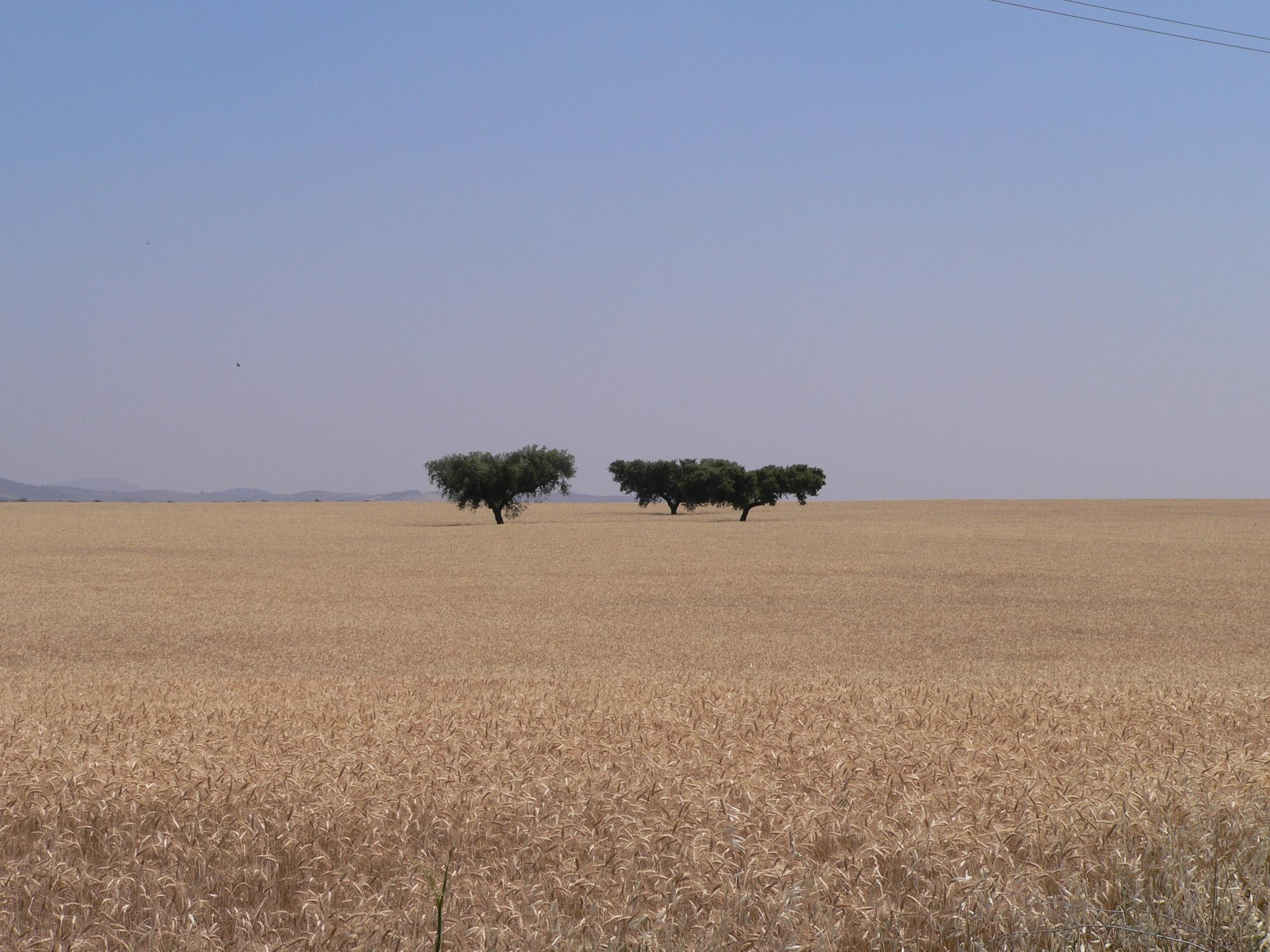
Camps de blat del Baixo Alentejo